# Ямаґуті (Ямаґуті)
Ямаґучі (яп. 山口市, やまぐちし, ямаґучі ші ) — місто в Японії, у центральній частині префектури Ямаґучі, адміністративний центр цієї префектури. Засноване 10 квітня 1929 року шляхом злиття таких населених пунктів:
- містечка Ямаґуті (山口町)[2];
- села Йосікі повіту Йосікі (吉敷郡吉敷村).

## Історія
У 14–16 століттях Ямаґуті було головною резиденцією самурайського роду Оуті і одним із центрів японсько-китайської торгівлі. Коли в центральній Японії спалахнула війна років Онін (1467–1476), голови Оуті прийняли у своїх володіннях багатьох столичних культурних діячів, через що Ямаґуті називали «Західним Кіото».
З середини 16 століття в цих землях проповідував християнство Франциск Ксав'єр, а у місті була збудована церква. 1552 року тут уперше в Японії була відправдена Різдвяна служба.
У період Едо (1603–1867) Ямаґуті перейшло до роду Морі і було важливим політико-адміністративним осередком нарівні з містами Хаґі і Хофу. У середині 19 століття багато вихідців з нього брали участь у реставрації Мейдзі.
Сучасне Ямаґуті відоме гарячими водами Юда онсен на місцевих термальних водах, буддистським храмом Рурікодзі, синтоїстськими святилищами Фурукума, Нікабе та іншими. У місті також є багато історичних і мистецьких музеїв.

## Місцевості
- Айо (Ямаґуті)